# Robeschia
Robeschia é um género botânico pertencente à família Brassicaceae.